# Basil Wigoder
Pour les articles homonymes, voir Wigoder.
Basil Thomas Wigoder, baron Wigoder of Cheetham (12 février 1921, Manchester - 12 août 2004), est un homme politique britannique.

## Biographie
Il devient président du Liberal Party en 1963, puis pair à vie en 1974.
Il est le père de Charles Wigoder (en).